# Washington, Michigan
Washington är en ort i den amerikanska delstaten Michigan:s västra del. Orten grundades 1827. Den breder sig ut över 95,3 kvadratkilometer (km2) stor yta och hade en folkmängd på 25 139 personer vid den nationella folkräkningen 2010.